# Гребс-Ниндорф
Гребс-Ниндорф (њем. Grebs-Niendorf) општина је у њемачкој савезној држави Мекленбург-Западна Померанија. Једно је од 89 општинских средишта округа Лудвигслуст. Према процјени из 2010. у општини је живјело 688 становника. Посједује регионалну шифру (AGS) 13054125.

## Географски и демографски подаци
Гребс-Ниндорф се налази у савезној држави Мекленбург-Западна Померанија у округу Лудвигслуст. Општина се налази на надморској висини од 21 метра. Површина општине износи 31,2 km². У самом мјесту је, према процјени из 2010. године, живјело 688 становника. Просјечна густина становништва износи 22 становника/km².